# Винищувач супутників
Винищувач супутників (рос. Истребитель спутников) — радянська програма протисупутникової зброї, яка призвела до розгортання системи ІС-А (І2П) у 1970—1980х роках. Спочатку передбачався запуск Винищувачів супутників за допомогою УР-200, але після припинення розробки УР-200 замість неї використовувалися ракети-носії Політ, Циклон-2 і Циклон-2А.
У перших двох пробних запусках космічних апаратів ВС використовувалася конфігурація І1П, яка служила для перевірки двигунів і систем управління апаратом. Перший запуск був вироблено 1 листопада 1963 року, другий — 12 квітня 1964 року; апарати отримали позначення відповідно Політ-1 і Політ-2. Після цього запускалися ІС-А або І2П перехоплювачі та ІС-П або І2М мішені. Було запущено 4 ІС-П мішені, після чого вони були замінені на більш дешеві супутники ДС-П1-М «Тюльпан», які запускалися як частина програми Дніпропетровський супутник, а пізніше замінені на Ліру.